# Eyehategod
Eyehategod è una band sludge metal di New Orleans, Louisiana, formata da Mike Williams (voce), Jimmy Bower (chitarra), Brian Patton (chitarra), Aaron Hill (batteria) e Gary Mader (basso).

## Storia del gruppo
La band si forma nel 1988 grazie al chitarrista Jimmy Bower e al batterista Joe LaCaze, i quali reclutano Mike Williams alla voce. Dopo quattro anni passati a suonare per la Louisiana, il gruppo pubblica il proprio album di debutto, In The Name Of Suffering. La musica presentata va a pescare a piene mani dai Black Sabbath, dai Melvins e dai Black Flag, così come dalla corrente stoner e da quella hardcore.
Lo stile del gruppo è totalmente diverso da ciò che il grande pubblico apprezza in quel periodo, motivo per cui gli Eyehategod sono sempre rimasti lontani dalle grandi scene. A questo vanno aggiunte le tematiche malsane cantate dalla voce devastata di Mike Williams.
Nel 1993 viene pubblicato il secondo lavoro, Take As Needed For Pain, che vede l'ingresso del bassista Mark Schulz; il sound è ancora più oscuro e di difficile assimilazione. A seguito del nuovo disco, gli Eyehategod si imbarcano in un tour di supporto a band molto diverse tra loro, ma con ognuna delle quali hanno qualcosa in comune: Corrosion of Conformity, Godflesh e Napalm Death.
L'anno seguente gli Eyehategod entrano in un periodo di pausa, sebbene non venga reso ufficiale dalla band. Jimmy Bower entra come batterista nei Crowbar e pubblica due album con loro e partecipa al supergruppo Down, con membri di Pantera, Crowbar e Corrosion of Conformity. Mike Williams intraprende la carriera di giornalista per la rivista statunitense Metal Maniac, mentre Brian Patton pubblica un album con il suo progetto solista, i Soilent Green.
Nel 1996 il gruppo riprende a suonare, stavolta con Vince LeBlanc al basso e pubblica il proprio disco più famoso, Dopesick. In seguito a questa nuova pubblicazione, sempre più marcia e devastante, che risente anche dell'esperienze del chitarrista Jimmy Brower con i Down, gli Eyehategod si imbarcano in un nuovo tour, questa volta in supporto a Pantera e White Zombie. L'attenzione attorno alla band inizia a crescere, in parte grazie a questa tournée, in parte grazie ai membri di altre band che iniziano a indossare magliette con il logo degli Eyehategod per far loro pubblicità (Phil Anselmo per esempio ne ha indossate spesso dal vivo).
In seguito a Dopesick il gruppo torna di nuovo in pausa per un breve periodo, dopo il quale vengono pubblicati diversi singoli ed EP, raccolti in Southern Discomfort, del 2000. A breve, esce il nuovo lavoro in studio, Confederacy of Ruined Lives, che vede un nuovo avvicendamento nel ruolo di bassista, ora coperto da Daniel Nick.
Dal 2000 a oggi la band è stata impegnata in diversi tour e nella stesura di nuovo materiale, sulla cui pubblicazione ancora non si sa nulla. Alcuni dei membri hanno anche continuato a lavorare con diversi progetti paralleli: Patton ha pubblicato tre album dei Soilent Green, Jimmy Bower è stato in tour con i Corrosion of Conformity e ha lavorato a un suo progetto, The Mystick Krewe Of Clearlight. Nel 2005, in seguito alle devastazioni dell'uragano Katrina, Mike Williams è stato arrestato a Morgan City, Louisiana, con l'accusa di detenzione di stupefacenti; si è venuto a creare un piccolo movimento per la sua liberazione e il 2 dicembre 2005 il cantante è stato rilasciato. Il primo concerto dopo l'uragano si è tenuto al Mardi Gras festival, nel 2006.

## Formazione

### Formazione attuale
- Mike Williams - voce (1988-presente)
- Jimmy Bower - chitarra (1988-presente)
- Brian Patton - chitarra (1993-presente)
- Gary Mader - basso (2002-presente)
- Aaron Hill - batteria (2013-presente)

### Ex componenti
- Joey LaCaze - batteria (1988-2013) (deceduto)
- Steve Dale - basso (1988-1992)
- Mark Schulz - chitarra (1988-1992); basso (1992-1995)
- Vince LeBlanc - basso (1996-1999)
- Daniel Nick - basso (2000-2002)

## Discografia

### Album in studio
- 1992 - In the Name of Suffering
- 1993 - Take as Needed for Pain
- 1996 - Dopesick
- 2000 - Confederacy of Ruined Lives
- 2014 - Eyehategod
- 2021 - A History of Nomadic Behavior

### Compilation
- 2000 - Southern Discomfort
- 2005 - Preaching the "End-Time" Message

### Live
- 2001 - 10 Years of Abuse (and Still Broke)